# James Farr
James Farr (Evanston, Illinois, 2 de noviembre de 1992) es un jugador de baloncesto estadounidense que pertenece a la plantilla del Tamil Nadu, un equipo de la India que compite en la West Asia Super League. Con 2,08 metros de estatura, juega en la posición de ala-pívot. 

## Trayectoria deportiva

### Universidad
Jugó cuatro temporadas con los Musketeers de la Universidad de Xavier en las que promedió 5,9 puntos y 5,2 rebotes por partido.

### Profesional
Tras no ser elegido en el Draft de la NBA de 2016, en agosto firmó su primer contrato profesional con el Alba Fehérvár de la liga húngara, donde en su primera temporada promedió 10,4 puntos y 4,7 rebotes por partido.
En junio de 2017, se compromete con el Élan Sportif Chalonnais de la Liga Nacional de Baloncesto de Francia.
En mayo de 2024 se unió al Tamil Nadu de la India, para reforzar al equipo en la fase final de la West Asia Super League.